# Káptalanfa
Káptalanfa è un comune dell'Ungheria di 901 abitanti (dati 2001). È situato nella contea di Veszprém.